# Erateina discalis
Erateina discalis là một loài bướm đêm trong họ Geometridae.